# Вимс
Вимс (нем. Wiems, рус. дореф. Вимсъ), мыза Ви́ймси (эст. Viimsi mõis) — рыцарская мыза (имение) на территории волости Виймси уезда Харьюмаа, Эстония. Основана в средние века. Согласно историческому административному делению мыза относилась к приходу Йыэляхтме. В годы Российской империи мыза находилась на территории Эстляндской губернии, относилась к приходу Егелехт и до перехода в собственность государства в 1919 году принадлежала пяти дворянским родам. Является одним из самых ярких образцов частной мызы на территории Эстонии.

## История мызы
Мыза Вимс была основана в средние века как мыза монастыря Святой Бригитты, после того как монастырь выкупил у Ливонского ордена деревню Виймси. Первое упоминание о мызе относится к 1471 году.
В 1569 году мыза отошла во владение Шведской империи. В 1643 году по решению патронажного управления королевы Швеции Кристины она стала имением генерал-губернатора Эстляндии.
После окончания Северной войны мыза находилась в руках разных собственников. Одно время она даже принадлежала сподвижнику и фавориту Петра I князю Александру Меншикову. В 1758 году русская императрица Елизавета подарила мызу генерал-губернатору Эстляндии, герцогу Петру Августу Фридриху Гольштейн-Беку, который в 1760 году продал её графу Карлу Магнусу Стенбоку (Karl Magnus von Stenbock).
После нескольких смен собственников, одним из которых был Эстляндский губернатор, барон Борис Икскуль, в 1818 году мызу приобрёл граф Александр фон Буксгевден (Alexander von Buxhoeveden), при котором было построено нынешнее главное здание мызы (господский особняк). В 1818—1874 годах мыза принадлежала семейству Буксгевден, затем она находилась в собственности барона Виктора фон Майделя (Viktor von Maydell), от которого в 1882 году перешла к Эмилю-Феликсу Шоттлендеру (Emil-Felix Schottländer).
- Герб герцогов
Гольштейн-Беков
- Герб графов Стенбоков
- Герб рода Икскулей
- Герб рода Буксгевденов
- Герб баронов Майделей

После пожара в 1865 году господский особняк восстановили в стиле историзма, сделав его гораздо длиннее прежнего. Задний фасад здания выходил в сторону глубокого откоса, откуда в старину открывался красивый вид на Таллинский залив. Сейчас вид на море закрывают разросшиеся деревья.
В начале XX столетия у мызы Вимс были скотоводческие мызы в деревнях Хаабнеэме, Лубья и на острове Аэгна. На землях мызы располагались девять деревень: Хаабнеэме, Пирита, Каазику, Лубья, Мийдуранна, Пююнси, Рохунеэме, Румму и Аэгна. В 1914 году земельные владения мызы составляли почти 2400 гектаров.
Последними собственниками мызы до её национализации Эстонской республикой были вдова Феликса Шоттлендера Каролина Шоттлендер, его дочь Бенита Феликсовна Филатова (урождённая Шоттлендер) и её супруг, комендант 13-й береговой батареи Морской крепости Петра Великого, старший лейтенант Пётр Николаевич Филатов. Договором, заключённым 12 июня 1919 года, Каролине Шоттлендер был выделен участок земли под названием Каролиненхоф (нем. Karolinenhof), к которому также относился пляж Пирита и развалины Пиритаского монастыря. Однако договор остался неутверждённым, и на основе Земельного закона этот участок земли был национализирован вместе с мызой. Управление побережьем Пирита передали обществу «Санаторий Клоостриметс» (эст. Sanatoorium Kloostrimets).
Во времена Первой Эстонской республики за заслуги в Освободительной войне мыза была подарена генералу Йохану Лайдонеру, которому она принадлежала до июня 1940 года. После окончания Второй мировой войны мыза принадлежала Вооружённым силам СССР, после восстановления независимости Эстонии — перешла в собственность Эстонской республики. Последнее подразделение советской (российской) армии покинуло Виймси летом 1993 года, после этого в главном здании мызы открылся Волостной музей Виймси.

## Мызный парк
Парк мызы в 1997 году был внесён в Государственный регистр памятников культуры Эстонии как памятник архитектуры. Основан в XVIII веке, в письменных источниках которого уже имеются сведения о фруктовом и ягодном садах, двух прудах с рыбой и цветочных клумбах. В конце XVIII века парк вокруг главного здания был спланирован в регулярном стиле — был расширен сад, построены бассейны и оранжереи. Остальная, бо́льшая часть парка была спроектирована как лесопарк свободного стиля, где группы деревьев были объединены извилистыми тропинками, мостовыми павильонами и т. д. В конце XIX века инспектор Эстонского общества садоводов назвал мызу Вимс непревзойденной среди провинциальных усадеб по расположению и красоте ландшафта. Во времена Лайдонера парк также содержался в очень хорошем состоянии. При инспектировании 7 марта 2024 года состояние парка было признано удовлетворительным.
Флора парка не очень разнообразна. В основном здесь растут дубы, клёны и ольха, в его западной части растёт старое японское ореховое дерево. В парке проложены пешеходные дорожки, есть пруды и валуны.
В 2013 году в парке был установлен памятник Йохану Лайдонеру и его жене Марии Лайдонер под названием «Воссоединение» (эст. Taaskohtumine). Рельеф с изображением супружеской пары, высеченный в гранитной плите высотой четыре метра и подсвечиваемый в темноте, стоит рядом с улицей Рандвере. Мемориал олицетворяет собой возвращение Лайдонеров домой после долгого отсутствия и их встречу у символических ворот.  Авторы памятника — Мария Фрейманн (Maria Freimann) и Юхан Кангиласки (Juhan Kangilaski). Рядом с памятником установлена мемориальная скамейка.

## Современное состояние и использование
В 1997 году наряду с главным зданием и парком в Государственный регистр памятников культуры Эстонии были внесены ещё 7 объектов мызного комплекса: ограда мызы, дом управляющего, скотный двор, два жилых дома работников мызы и два подсобных здания.
С 2001 года в зданиях мызы работает Эстонский Военный музей (Музей генерала Лайдонера).
Главное здание мызы отреставрировано в конце 1990-х — начале 2000-х годов. Были восстановлены интерьеры, в том числе кабинет Лайдонера. Соседние, хозяйственные строения в большинстве своём сохранились в перестроенном виде.
В 2006 году одно из хозяйственных строений мызы —  старейшее здание в волости Виймси — было перестроено под «Праздничный центр Виймси» (Viimsi Peokeskus), где проводятся свадебные торжества, корпоративы, семинары и праздничные мероприятия. В мансарде здания расположен гостевой дом «Биргитта».
При инспектировании 7 марта 2024 года состояние главного здания было оценено как удовлетворительное.

## Галерея
- Подсобное здание 1
- Подсобное здание 2 («Праздничный центр Виймси»)
- Ограда мызы
- Мызный парк
- Памятник Йохану Лайдонеру и его жене в мызном парке